# Vakuumextraktion

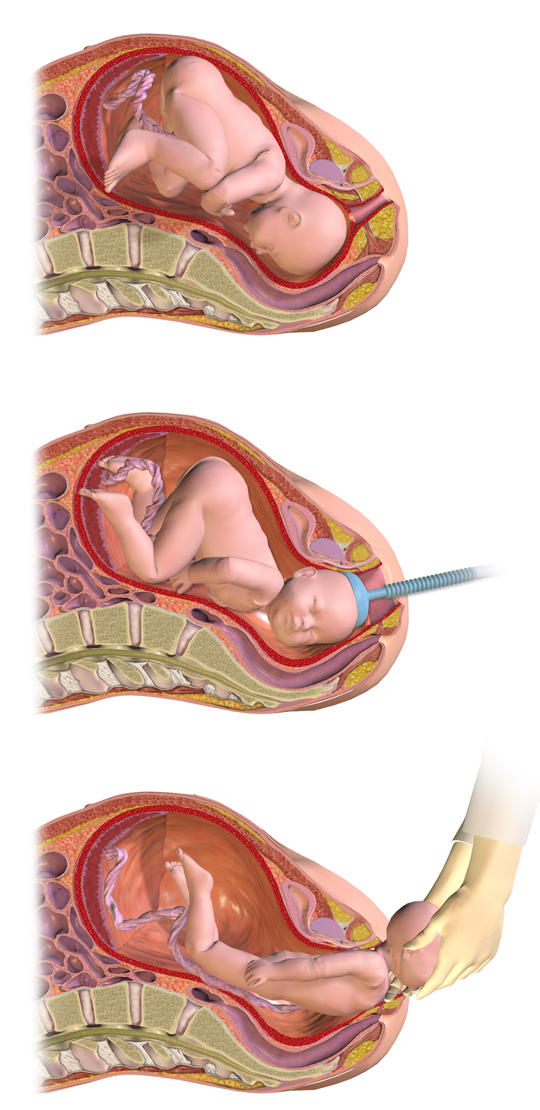
Vakuumextraktion

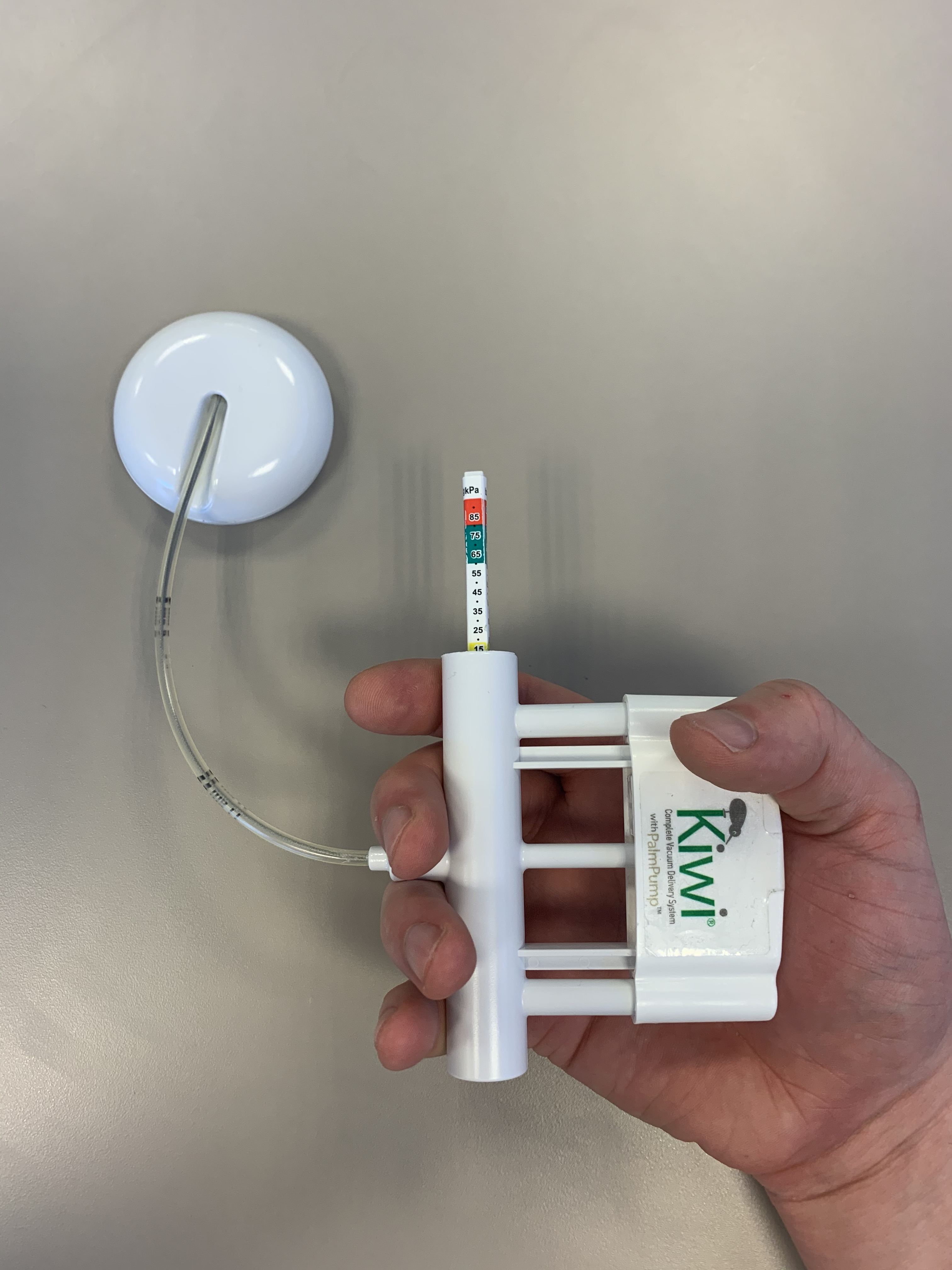
Kiwi-Vakuumextraktor

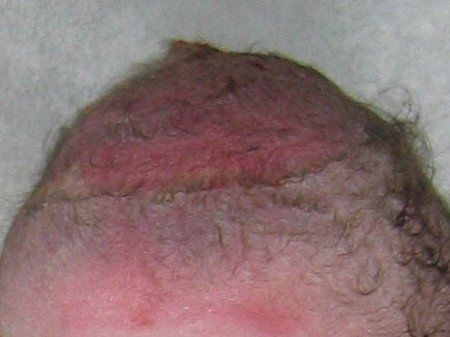
VE-Marke (Abdruck der Saugglocke) nach der Geburt.

Eine Vakuumextraktion (umgangssprachlich Saugglockenentbindung) wird bei vaginal operativen Entbindungen in der Geburtshilfe eingesetzt.

## Instrumentarium
Der Vakuumextraktor besteht aus einer Pumpe, einer Vakuumflasche, dem Schlauchsystem und Saugglocken in verschiedenen Größen und Materialien (Metall, Kunststoff, Gummi und Silikon).
Auch Ausführungen als kleine Handpumpe, wie die Mystic-Saugglocke bzw. Kiwiglocke, sind im Gebrauch.

## Indikation
Gründe für eine Vakuumextraktion sind die kindliche Hypoxie, die Erschöpfung der Gebärenden oder kombinierte Indikationen.
Wichtige Voraussetzungen für die Durchführung der Vakuumextraktion sind das Erreichen der Beckenmitte oder einer tieferen Beckenebene durch den kindlichen Kopf, der Ausschluss eines Missverhältnisses zwischen mütterlichem Becken und kindlichem Kopf, sowie der Ausschluss einer Stirn- oder Gesichtslage.
Alternativ kommt in dieser Situation die Geburtszange zum Einsatz.

## Technik
Die größtmögliche Saugglocke wird in den Scheideneingang eingeführt und auf den kindlichen Kopf aufgesetzt. Es erfolgt der möglichst langsame Aufbau des Vakuums. Der Sitz der Glocke wird kontrolliert, und es wird mit einem Probezug geprüft, ob der kindliche Kopf dem Zug folgt.
In mehreren wehensynchronen Traktionen erfolgt die Entwicklung des kindlichen Kopfes. Die Extraktion kann durch den Kristeller-Handgriff unterstützt werden.
Der Abbau des Vakuums sollte zur Vermeidung von Druckschwankungen im kindlichen Kopf ebenfalls langsam erfolgen.

## Komplikationen
Die sogenannte Kopfgeschwulst, eine Schwellung des Unterhautgewebes unter der Glocke, ist nach einer Saugglockengeburt normal und harmlos. Beim Kind kann es durch Druckschwankungen im Kopf aber auch zu Blutungen in den Schädel oder die Kopfhaut (Kephalhämatom 12 %) kommen. Des Weiteren werden Abschürfungen und Hämatome der Haut und zeitweilige Lähmungen der Gesichtsnerven erwähnt. Schwere Komplikationen sind Schädelfrakturen und intrakranielle Blutungen. Via Vakuumextraktion geborene Kinder haben deutlich schlechtere Apgar- und Base-Excess-Werte als via Kaiserschnitt oder natürlicher Geburt geborene. Mütterliche Verletzungen sind Damm-, Scheiden- und Zervixrisse.

## Geschichte
Die erste ausreichend haftende Vakuumglocke wurde 1954 durch Tage Malmström konstruiert.

## Statistik
| Jahr | Entbindende Frauen | davon durch Vakuumextraktion | Anteil |
| ---- | ------------------ | ---------------------------- | ------ |
| 1994 | 757.693            | 42.893                       | 5,7 %  |
| 1995 | 749.086            | 40.465                       | 5,4 %  |
| 1996 | 778.900            | 40.850                       | 5,2 %  |
| 1997 | 795.724            | 40.339                       | 5,1 %  |
| 1998 | 766.508            | 38.470                       | 5,0 %  |
| 1999 | 750.617            | 30.736                       | 4,1 %  |
| 2000 | 746.625            | 35.500                       | 4,8 %  |
| 2001 | 715.136            | 32.486                       | 4,5 %  |
| 2002 | 698.410            | 30.639                       | 4,4 %  |
| 2003 | 687.508            | 28.928                       | 4,2 %  |
| 2004 | 682.767            | 29.405                       | 4,3 %  |
| 2005 | 664.597            | 29.227                       | 4,4 %  |
| 2006 | 652.642            | 29.206                       | 4,5 %  |
| 2007 | 664.454            | 30.836                       | 4,6 %  |
| 2008 | 662.783            | 31.895                       | 4,8 %  |
| 2009 | 644.274            | 33.418                       | 5,2 %  |
| 2010 | 656.390            | 34.753                       | 5,3 %  |
| 2011 | 642.197            | 35.626                       | 5,5 %  |
| 2012 | 653.215            | 36.959                       | 5,7 %  |
| 2013 | 661.138            | 38.534                       | 5,8 %  |

Quelle: Statistisches Bundesamt
Die Anzahl der Vakuumextraktionen wird im bundesweiten Qualitätssicherungsverfahren Geburtshilfe des Instituts für Qualitätssicherung und Transparenz im Gesundheitswesen nicht erfasst und damit auch nicht zur Qualitätsbeurteilung einer Klinik herangezogen.